# Red Dead Redemption 2
Red Dead Redemption 2 (стилизирана като Red Dead Redemption II) е екшън-приключенска игра от 2018 г., разработена и публикувана от Rockstar Games. Играта е трета от поредицата Red Dead и е предистория към играта Red Dead Redemption от 2010 г. Действието се развива през 1899 г. Главният герой – опасният Артур Морган, член на бандата на Ван дер Линде – трябва да се справи с упадъка на Дивия Запад, докато се опитва да оцелее срещу правителствени сили, съперничещи си банди и други противници. Историята също така проследява Джон Марстън, главния герой на Red Dead Redemption.
Играчът може свободно да се разхожда в своя интерактивен отворен свят. Елементите на играта включват престрелки, грабежи, лов, конна езда и взаимодействие с различни персонажи.
Създаването на играта започва скоро след пускането на Red Dead Redemption 1 и се поделя между всички студия на Rockstar в световен мащаб.
Red Dead Redemption 2 получава признание от критиката, с похвали, насочени към неговата история, герои, отворен свят, графика и значително ниво на детайлност.